# Thank You (EP de Brave Girls)
Thank You é o sexto extended play do grupo feminino sul-coreano Brave Girls. Foi lançado pela Brave Entertainment em 14 de março de 2022 e contém cinco faixas, incluindo o primeiro single de mesmo nome.

## Antecedentes e lançamento
Em 1º de março de 2022, a Brave Entertainment anunciou que Brave Girls faria seu comeback em 14 de março.  Dois dias depois, foi anunciado que Brave Girls lançaria seu sexto EP intitulado Thank You . A programação promocional também foi divulgada no mesmo anúncio.  Em 4 de março, a lista de faixas foi lançada com " Thank You " anunciado como o primeiro single.  Cinco dias depois, o vídeo teaser do medley de destaque foi lançado.  O teaser do videoclipe de "Thank You" foi lançado nos dias 10 e 11 de março. 

## Composição
O primeiro single " Thank You " foi descrito como uma música de dance pop e disco funk retrô que "contém ritmo emocionante e melodias viciantes". A segunda faixa "You and I" foi descrita como uma música dance pop baseada em house . A terceira faixa "Love Is Gone" foi descrita como uma música com letras que "estimulam as emoções dos ouvintes". A quarta faixa "Can I Love You" foi descrita como uma música com "sintetizador retrô e um ritmo groovy". A última faixa é uma versão remix do single principal que "está mais na moda ao harmonizar o acappella e os sons clássicos juntos".

## Promoção
Em 12 de março de 2022, a Brave Entertainment anunciou que o evento de exibição do extended play, originalmente programado para 14 de março, foi adiado após Minyoung, Yujeong e Eunji terem sido diagnosticados com COVID-19,  o evento foi realizado em 23 de março, onde o grupo apresentar a peça estendida.

## Lista de músicas
| N.º            | Título           | Arrangement    | Duração |  |
| 1.             | "Thank You"      | JS             |         |  |
| 2.             | "You and I"      | Red Cookie     |         |  |
| 3.             | "Love Is Gone"   | JS             |         |  |
| 4.             | "Can I Love You" | Red Cookie     |         |  |
| 5.             | "Thank You"      | JS             |         |  |
| Duração total: | Duração total:   | Duração total: | 16:06   |  |

## Paradas
| Paradas (2022)               | Posição |
| ---------------------------- | ------- |
| Álbuns sul-coreanos ( Gaon ) | 11      |

## Histórico de lançamentos
| Região        | Data                | Formato                    | Empresa     |
| ------------- | ------------------- | -------------------------- | ----------- |
| Coreia do Sul | 14 de março de 2022 | CD                         | Brave Kakao |
| Vários        | 14 de março de 2022 | Digital download streaming | Brave Kakao |